# Bartholomäuskirche (Ilsfeld)

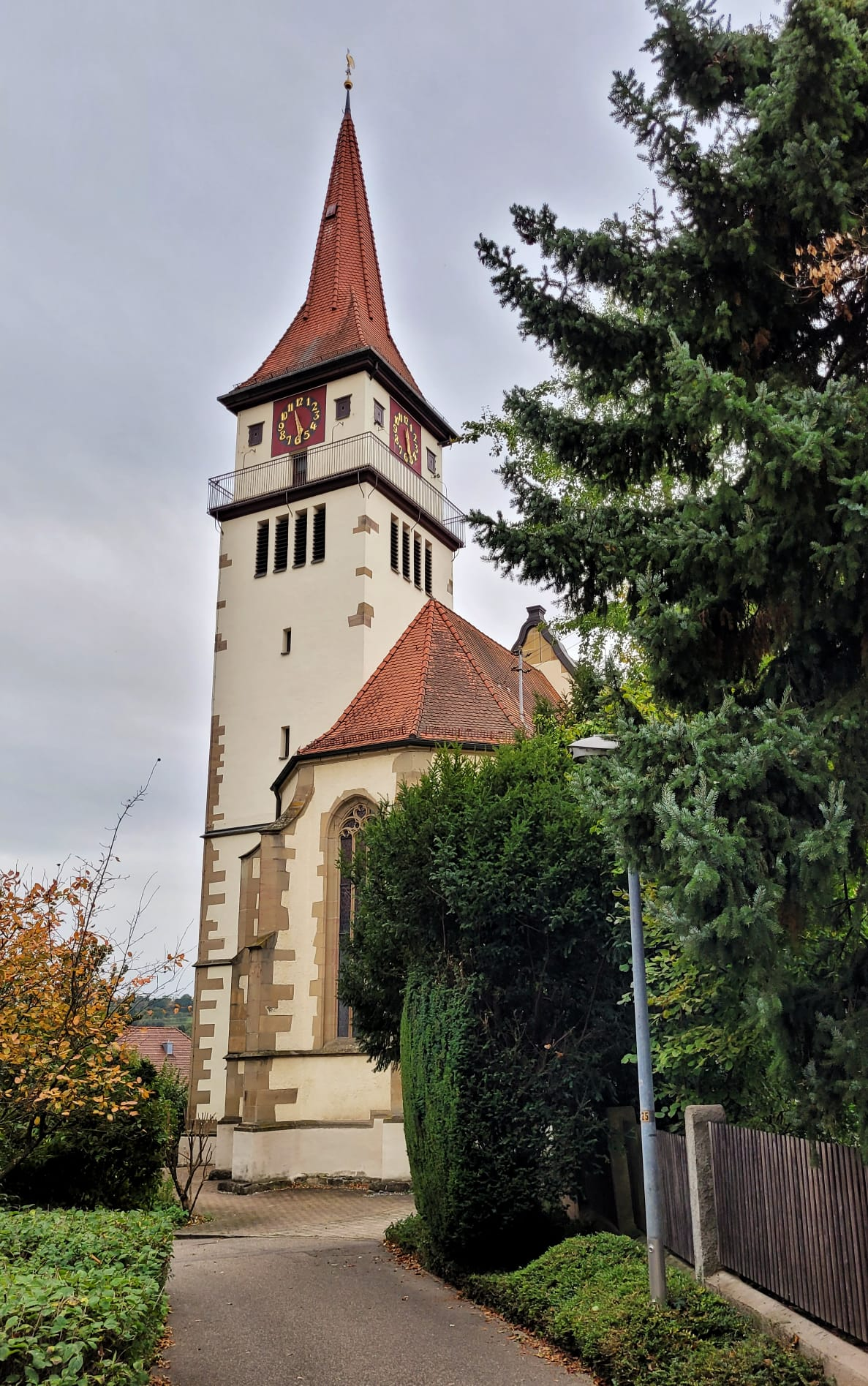
Bartholomäuskirche in Ilsfeld

Die Bartholomäuskirche ist eine evangelische Pfarrkirche in Ilsfeld im Landkreis Heilbronn im nördlichen Baden-Württemberg. Die Kirche ist mittelalterlichen Ursprungs, wurde in ihrer heutigen Gestalt jedoch erst 1906 nach dem verheerenden Brand der Ilsfelder Ortsmitte im Jugendstil errichtet.

## Geschichte

### Alte Ilsfelder Kirche
Eine Kirche auf dem Spreuerberg in Ilsfeld wurde 1300 erstmals erwähnt, als sie von Württemberg an den Johanniterorden kam, der in der Folgezeit das Patronatsrecht ausübte. Die Kirche dürfte aber bereits deutlich älter gewesen sein, zumal der Ort Ilsfeld als fränkischer Königshof nach der fränkischen Landnahme eine Zentralfunktion hatte, die vermutlich nicht nur die weltliche, sondern auch die geistliche Organisation der Umgebung betraf. Vermutlich bestand im 11. Jahrhundert eine romanische Wehrkirche, deren Kirchturm ursprünglich Bergfried des Ilsfelder Fronhofs war. Später wurden Kirche und Turm verbunden, wobei im Untergeschoss des Turms ein Turmchor entstand, der nach der gotischen Erweiterung der Kirche 1451 zur Sakristei umgenutzt wurde. 1568 kam die Kirche wieder an Württemberg zurück und wurde später durch weitere Umbauten häufig umgestaltet. Bis 1596 befand sich der Friedhof unmittelbar um die Kirche, er wurde danach nach Norden außerhalb der Dorfbefestigung in die Hofäcker verlegt.
An der Ilsfelder Kirche predigte von 1520 bis etwa 1523/24 der junge Johann Geyling, der zu den ersten reformatorisch gesinnten württembergischen Geistlichen zählt.
Über die alte Ilsfelder Kirche gibt es zahlreiche Nachrichten. Im Dreißigjährigen Krieg wurde das Holzwerk der Kirche von den im Winter 1638/39 einquartierten kaiserlichen Truppen verheizt. Beim Einfall französischer Truppen im Pfälzischen Erbfolgekrieg nahmen die Franzosen 1694 Ilsfeld zum Hauptquartier, dabei wurde die Kirche geplündert und verwüstet. Aus den Folgejahren erfährt man über Reparaturen: 1695 war die Orgel repariert, 1699 erhielt die Kirche neue Glocken. Bis 1760 wurden das Kirchendach und der Kirchturm renoviert. 1778 und 1779 wurde der Kirchturm durch Blitzschlag erneut beschädigt, das Kirchendach trug 1812 und 1818 durch Hagel schwere Schäden davon.
Unter den Pfarrern des 19. Jahrhunderts ragt der ab 1811 amtierende Pfarrer Johann Jakob Steinbeis († 1829) hervor. Er holte seine Schwiegermutter Friederike Louise Kerner († 1817) zu sich, die Mutter von Justinus Kerner, die in Ilsfeld begraben wurde. Der in Ilsfeld aufgewachsene Sohn Ferdinand von Steinbeis (1807–1893) wurde später ein wichtiger Wirtschaftsförderer.
Über das Aussehen und die Ausstattung der alten Kirche berichtet die Beschreibung des Oberamts Besigheim von 1853. Die Autoren machen drei verschiedene Bauperioden aus. Die ältesten Bauteile waren demnach die westliche Giebelseite und ein darin befindliches romanisches Rundbogenfenster mit Kleeblattfüllung. Einer jüngeren Zeit entstammten vor allem der Chor mit seinen gotischen Spitzbogenfenstern und der Turmsockel. Als jüngsten Bauabschnitt betrachtete man die Längsseiten des Schiffs. Über das Kircheninnere heißt es: „Das Innere der Kirche ist flach gedeckt und durch schlecht bemalte Emporen verdüstert; an der Wand gegen das Chor befinden sich noch mehrere Consolen mit Wappenschildern etc., die ehemalige Baldachine verrathen. […] Ein spitzbogiger Triumphbogen führt in das um vier Stufen erhöht gelegene, flach gedeckte Chor, in welchem noch alte, im germanischen Geschmack schön gehaltene Chorstühle stehen. Oben an der nördlichen Innenwand ist der Grabstein eines Ritters eingemauert. In der Sacristei, welche sich im untern Stockwerke des Thurms befindet, ist [eine] Inschrift auf den zu Ilsfeld gebornen, in der Reformationsgeschichte von Württemberg rühmlich bekannt gewordenen Johannes Gayling, angebracht.“ 1853 gab es außerdem drei Glocken, von denen die größte von Georg Peter Becker in Stuttgart 1769, die mittlere von Johann Georg Rohr zu Heilbronn 1704 und die kleinste von C. G. Neubert in Ludwigsburg 1800 gegossen wurde.
1869 erfolgte eine umfassende Sanierung der alten Kirche.
Am 4. August 1904 wurde die Kirche ein Opfer des verheerenden Ilsfelder Großbrands, bei dem die gesamte Ortsmitte zerstört wurde.

### Wiederaufbau nach dem Brand von 1904

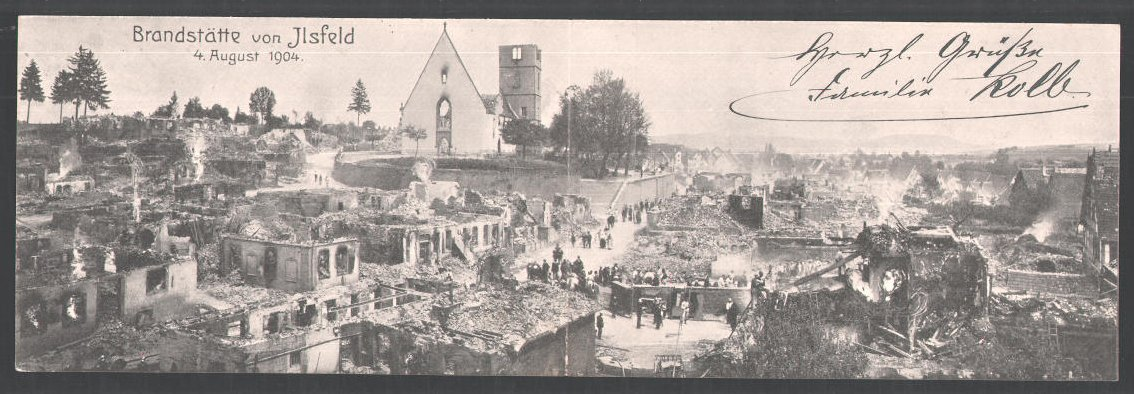
Nach dem Brand von 1904: Die Ruine der Ilsfelder Kirche überragt die zerstörte Ortsmitte

Die Kirchengemeinde verfügte nach dem Brand über eine von Robert Vollmöller gestiftete Notkirche, so dass der Wiederaufbau der Kirche hinter den Wiederaufbau von Schul- und Rathaus gestellt wurde. Architekten der Kirche wie auch der weiteren umliegenden öffentlichen Gebäude waren Paul Schmohl und Georg Stähelin. Das Richtfest wurde am 19. Mai 1906 begangen. Die Einweihung der Kirche fand im Beisein des württembergischen Königs Wilhelm II. und seiner Gemahlin Charlotte am 6. Dezember 1906 statt und bildete gleichzeitig den offiziellen Abschluss der gesamten Wiederaufbauarbeiten.
In den 1930er Jahren fanden erste Renovierungsmaßnahmen an der wiederaufgebauten Kirche statt. Damals wurde die Beleuchtung elektrifiziert und das Turmdach erneuert. In den letzten Tagen des Zweiten Weltkriegs wurde das Dach der Kirche am 14. April 1945 von vordringenden amerikanischen Truppen in Brand geschossen. Anwohnern gelang es, den Brand zu löschen und größere Schäden zu vermeiden. Die Schäden am Dach wurden noch im Herbst 1945 repariert, die teilweise beschädigten Fenster wurden bis zum Jahr 1948 erneuert.
In den 1950er Jahren führte man unter Leitung von Architekt Heinz Klatte verschiedene kleinere Renovierungen aus: 1956 hat man die Heizungsanlage umgebaut und die Orgel erneuert, 1957 wurde das Innere der Kirche neu ausgemalt, wobei Rudolf Yelin der Jüngere vier Wandbilder an der Ostwand des Kirchenschiffs gestaltete. Eine umfassende Renovierung des Kirchenäußeren fand 1983 statt, eine umfassende Innenrenovierung folgte 1993 unter Leitung des Ilsfelder Architekten Hans Schäfer.

## Beschreibung

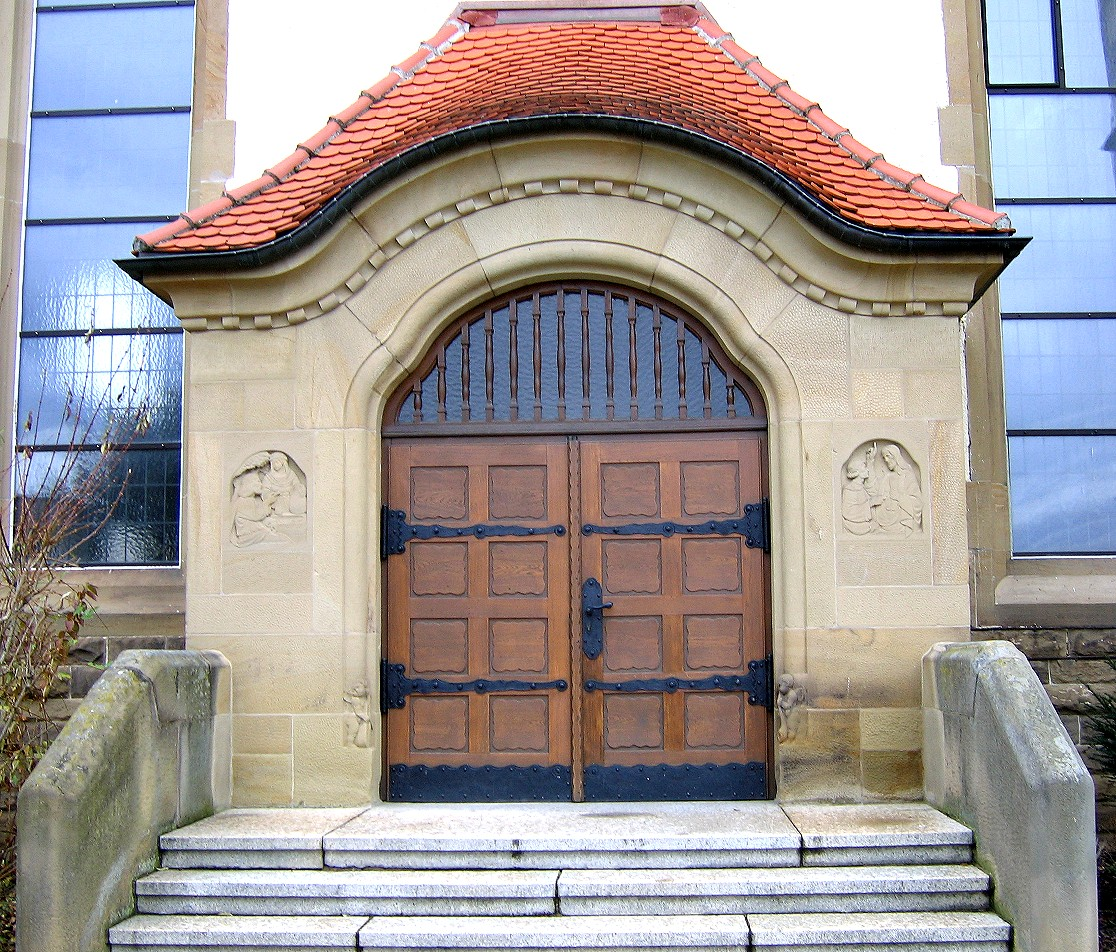
Südliches Seitenportal

Die Kirche wurde in schwäbisch-ländlichen Formen mit Stilelementen des Jugendstils auf den Grundmauern der abgebrannten alten Kirche errichtet. Der nach Osten weisende Chor wurde in seiner alten spätgotischen Form wiederhergestellt, außerdem konnten Teile des Turms und des Westgiebels erhalten werden.
Die Kirche wurde als hell verputzter Massivbau mit Sockel aus rustikalem Werkstein und Rahmungen in bräunlich-gelbem Sandstein ausgeführt. Nach Norden wurde ein Querschiff ergänzt, um beim Wiederaufbau eine ohnehin benötigte Vergrößerung der Sitzplatzanzahl zu erreichen, ohne die angestammten Proportionen des Bauwerks zum südlich gelegenen Ort hin zu verändern, wie es mehrere der 1905 eingereichten Entwürfe geplant hatten. Drei Portale führen in den Innenraum, das Hauptportal befindet sich an der westlichen Giebelseite, die Seitenportale an der Südwand und am nördlichen Querschiff. Die Reliefarbeiten an den Portalen schuf der Stuttgarter Bildhauer Josef Zeitler.
Im Inneren ist die Kirche hell und schlicht gehalten. Im Westen des Langhauses und im nördlichen Querschiff befindet sich jeweils eine Empore, deren Brüstung wie auch die das Schiff überspannende Kassettendecke mit Dekorationsmalereien verziert ist. An der Stirnseite zum Chor ist eine Darstellung der Verklärung Christi des Stuttgarter Kunstmalers Schön. Das gotische Gewölbe des Chors wurde mit aufgemaltem Rankenwerk verziert.
Der Taufstein der Kirche stammt noch aus dem 15. Jahrhundert und trägt das Wappen des Würzburger Fürstbischofs Rudolf II. von Scherenberg, der während des Kirchenneubaus im späten 15. Jahrhundert amtierte, sowie verschiedene figürliche Darstellungen. Durch ihre Attribute sind die Heiligen Leonhard, Jakobus d. Ä. und Katharina sowie Bischof Wolfgang von Regensburg und die Äbtissin Clara von Assisi zu erkennen. Ein weiteres Reliefporträt ohne Attribut wird als Kirchenbaumeister oder Bildhauer interpretiert.
Ebenfalls aus dem 15. Jahrhundert stammt die Grabplatte des 1492 verstorbenen jungen Ritters Caspar Nothaft.
Orgel
In der Kirche steht eine Orgel von 1878 der Manufaktur Philipp Furtwängler & Söhne. Sie wurde 2007 von Stefan Linke gründlich renoviert. 647 Orgelpfeifen können über zwölf Register auf zwei Manualen und Pedal angespielt werden. Das Instrument hat folgende Disposition:
| Manual I C–f3 |       |
| Bordun        | 16′   |
| Prinzipal     | 8′    |
| Rohrflöte     | 8′    |
| Oktave        | 4′    |
| Oktave        | 2′    |
| Mixtur 2-3f0  | 2 ⁄3′ |

| Manual II C–f3   |    |
| Lieblich Gedackt | 8′ |
| Salicional       | 8′ |
| Gemshorn         | 4′ |

| Pedal C–d1  |     |
| Subbass     | 16′ |
| Oktavbass   | 8′  |
| Gedacktbass | 8'  |

Glocken
Im Turm hängen zwei Kirchenglocken.
- Die größere Glocke mit dem Schlagton g′, einem Durchmesser von 109 cm und einem Gewicht von 724 kg wurde 1958 in der Glocken- und Kunstgießerei Rincker, Sinn/Dillkreis aus Bronze gegossen. Ihre Inschrift lautet: Wachet und betet. Sie ersetzt eine Glocke von 1811, die 1942 abgegeben werden musste, um für die Rüstungsindustrie eingeschmolzen zu werden.
- Die kleinere Glocke ist mit ihrer Entstehungszeit, 1. Hälfte des 14. Jahrhunderts, eine der ältesten Glocken in der weiteren Umgebung. Bei einem Durchmesser von 96 cm wiegt sie 550 kg, ihr Schlagton ist a′.